# Brstnik
Brstnik este o localitate din comuna Laško, Slovenia, cu o populație de 89 de locuitori.